# Richard Blumberg
Richard Blumberg (* 10. Juli 1856 in Berlin; † 20. Juni 1905 ebenda) war ein deutscher Architekt.

## Leben
Der Sohn des Bankiers Otto Blumberg studierte nach Abschluss des Gymnasiums und einem Jahr Tätigkeit als Baueleve an der Technischen Hochschule Stuttgart und an der Technischen Hochschule München. Dazwischen absolvierte er sein Jahr als Einjährig-Freiwilliger beim Kürassier-Regiment „Graf Gessler“ (Rheinisches) Nr. 8 in Deutz, dem er auch weiterhin angehörte, zuletzt als Rittmeister der Reserve. Nach dem Studienabschluss arbeitete er im Büro verschiedener Architekten und übernahm 1881 das Baugeschäft seines Onkels Theodor Blumberg. Zu Beginn des Jahres 1882 gründete er mit dem Architekten und Baumeister Robert Schreiber die Firma Blumberg & Schreiber, Bureau für Architektur und Bauausführungen. In den 1880er und 1890er Jahren entstanden Bauten wie der Circus Busch oder der Messpalast an der Alexandrinenstraße. 1896 war Blumberg im Vorstand der Berliner Gewerbeausstellung. Gesundheitliche Probleme zwangen ihn zu längeren Aufenthalten in Ägypten und Korsika. Kurz vor seinem Tod kehrte er am 20. Mai 1905 nach Berlin zurück, wo er am 20. Juni 1905 verstarb.
Sein Kompagnon betrieb die Firma Blumberg & Schreiber noch einige Jahre weiter. Die Firma war auch Eigentümerin verschiedener Grundstücke in Berlin und seinen Vororten, im Todesjahr Blumbergs waren dies Schellingstraße 16, Alte Jakobstraße 45, Kommandantenstraße 66, Oberwallstraße 12a, Maybachufer 53, Uhlandstraße 44 und Prinzenstraße 87.

## Bauten
- Eldorado-Etablissement/Scala-Theater Linienstraße 132/Elsasser Straße 43 (heute Torstraße) in Berlin[2], zerstört, bis auf das Vorderhaus Linienstraße 132 (Denkmalschutz)[3]
- Wohnhaus Königgrätzerstraße 9 in Berlin[4], zerstört
- 1889 Tattersall  Schiffbauerdamm 28/Luisenstraße 22–24 in Berlin[5], zerstört
- 1895 Messpalast Alexandrinenstraße 110 in Berlin[6], zerstört
- 1895 Circus Busch in Berlin[7], zerstört
- 1905 Umbau des Hauses Wallich für den Klub von 1900 in Berlin[8], abgebrochen 1907

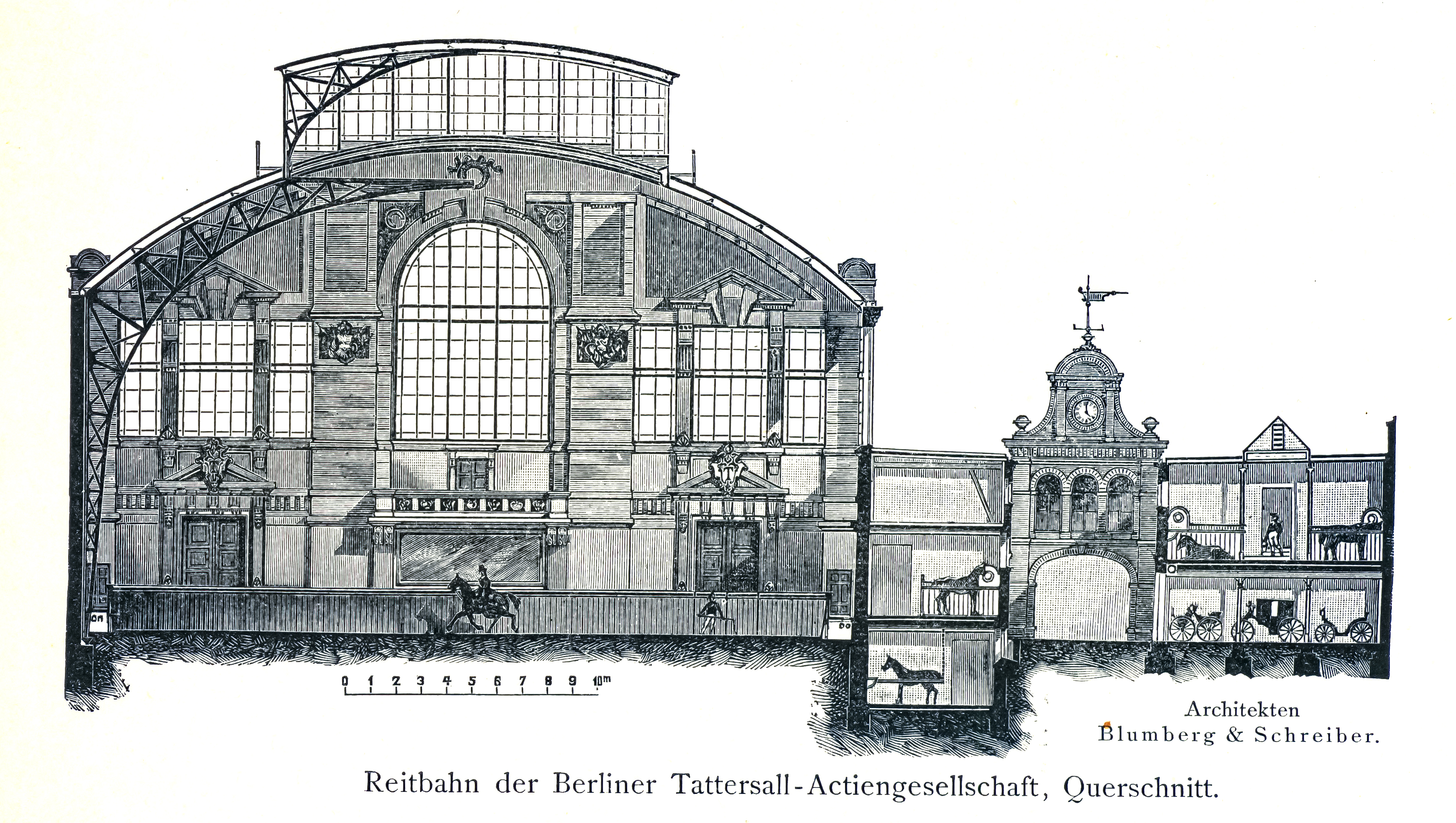
Tattersall Schnitt
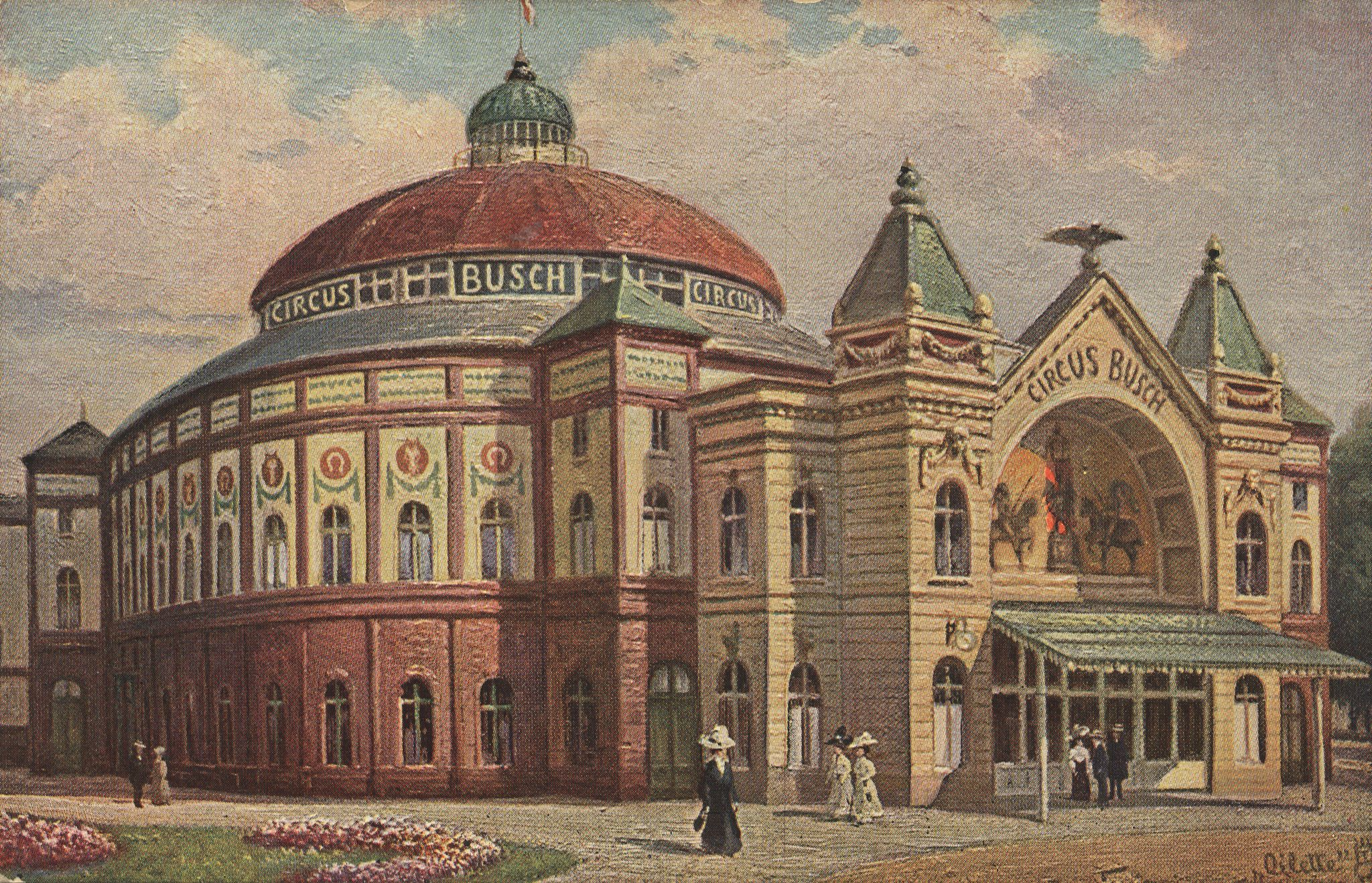
Zirkus Busch
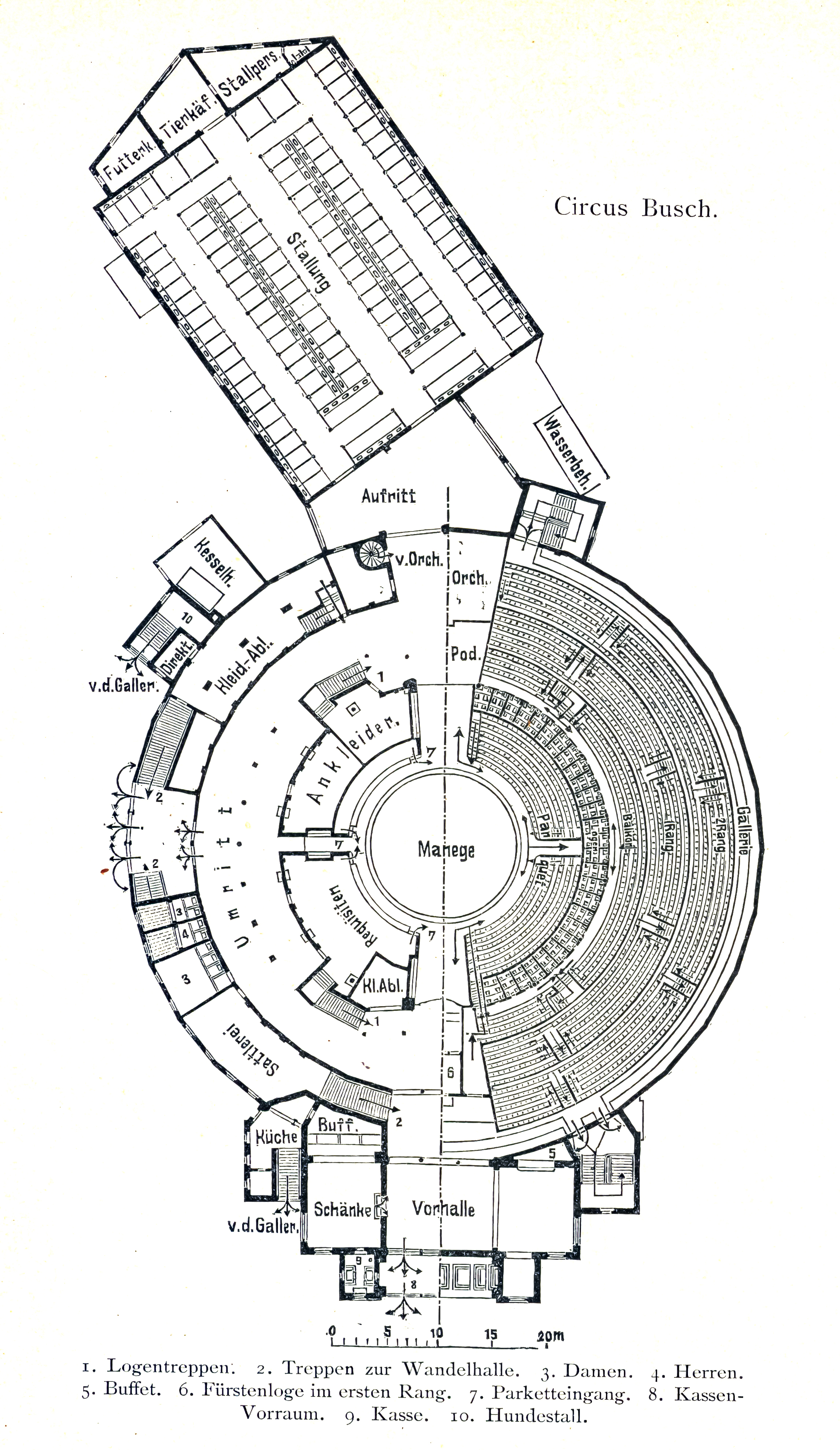
Grundriss Zirkus Busch
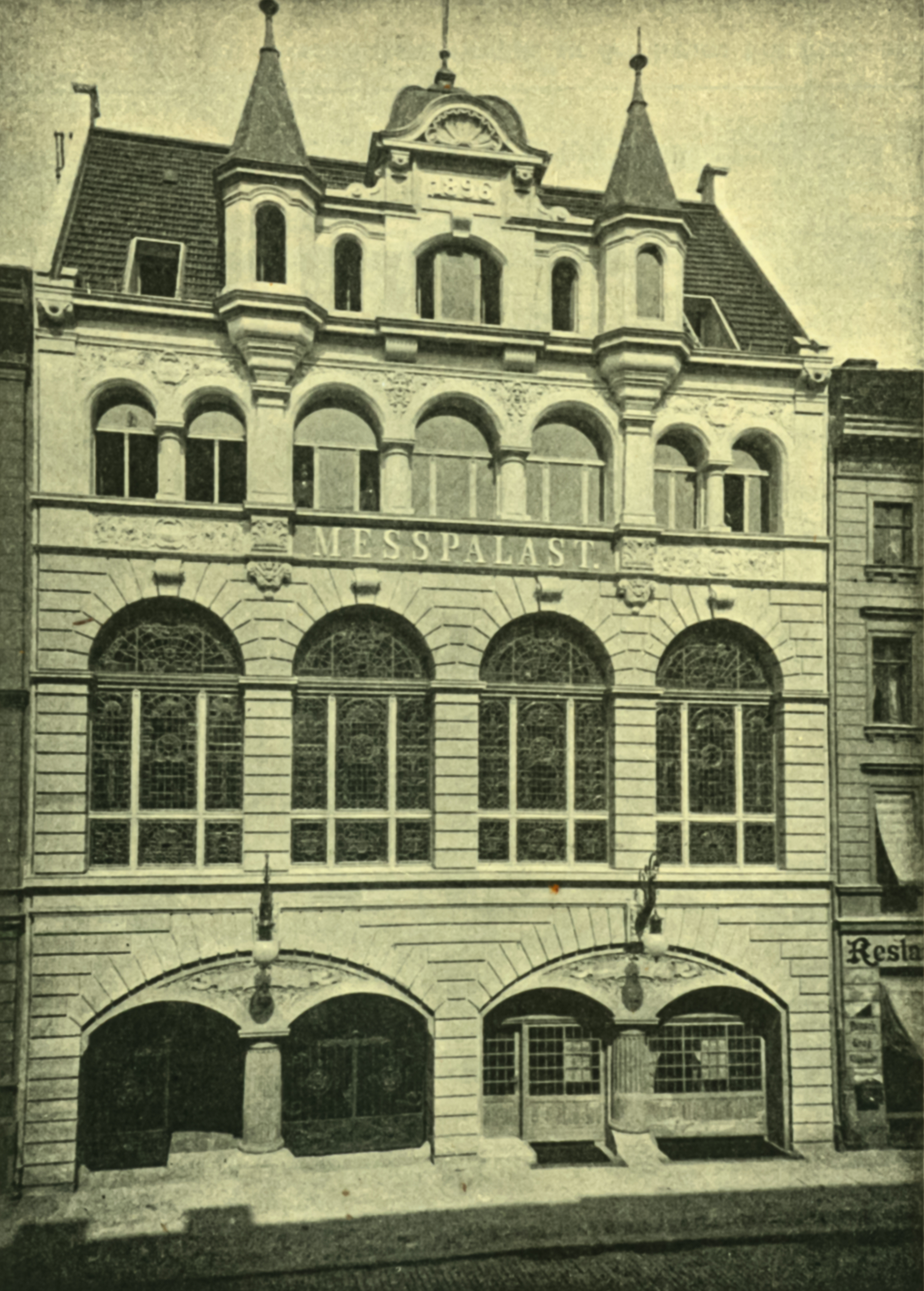
Ansicht Messpalast
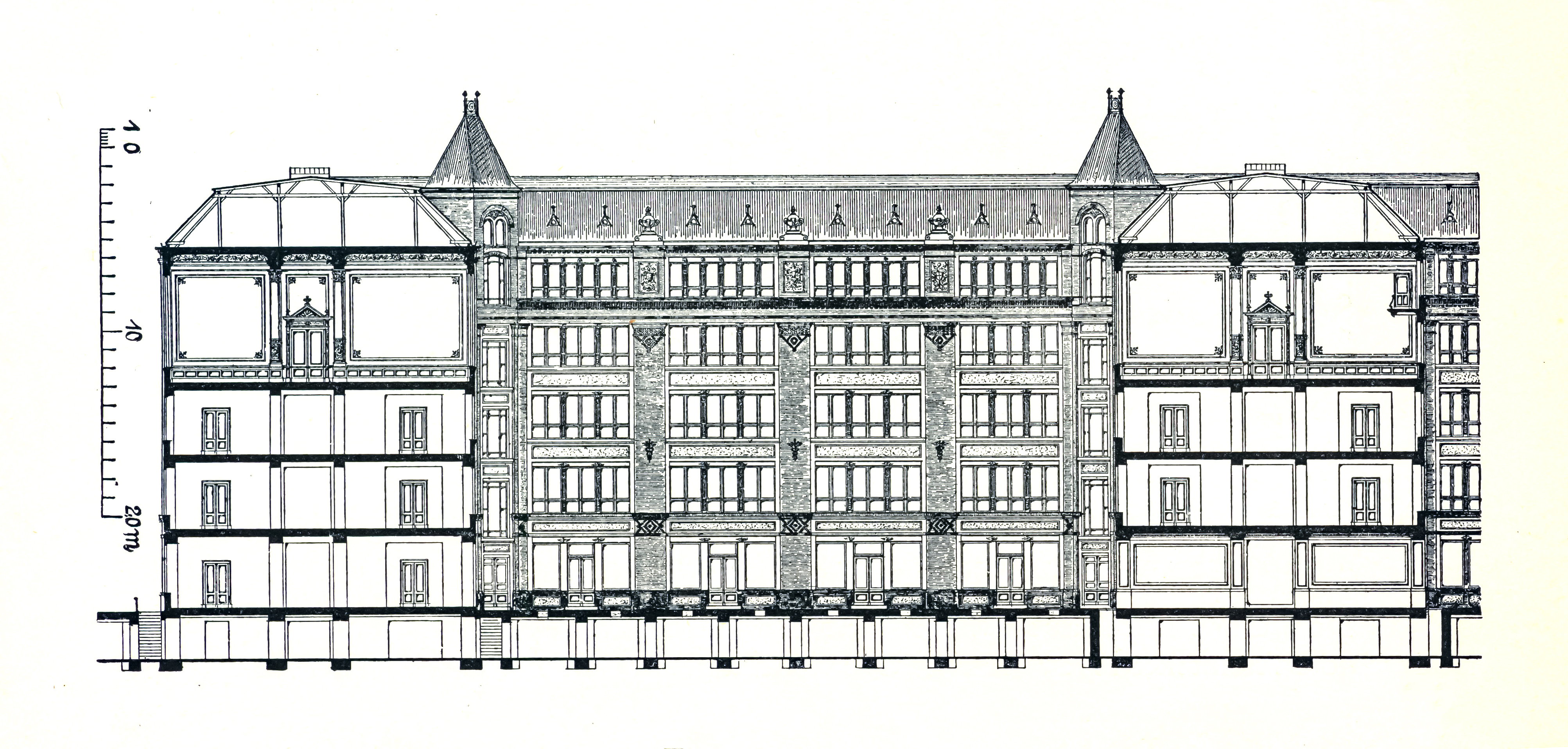
Messpalast Schnitt
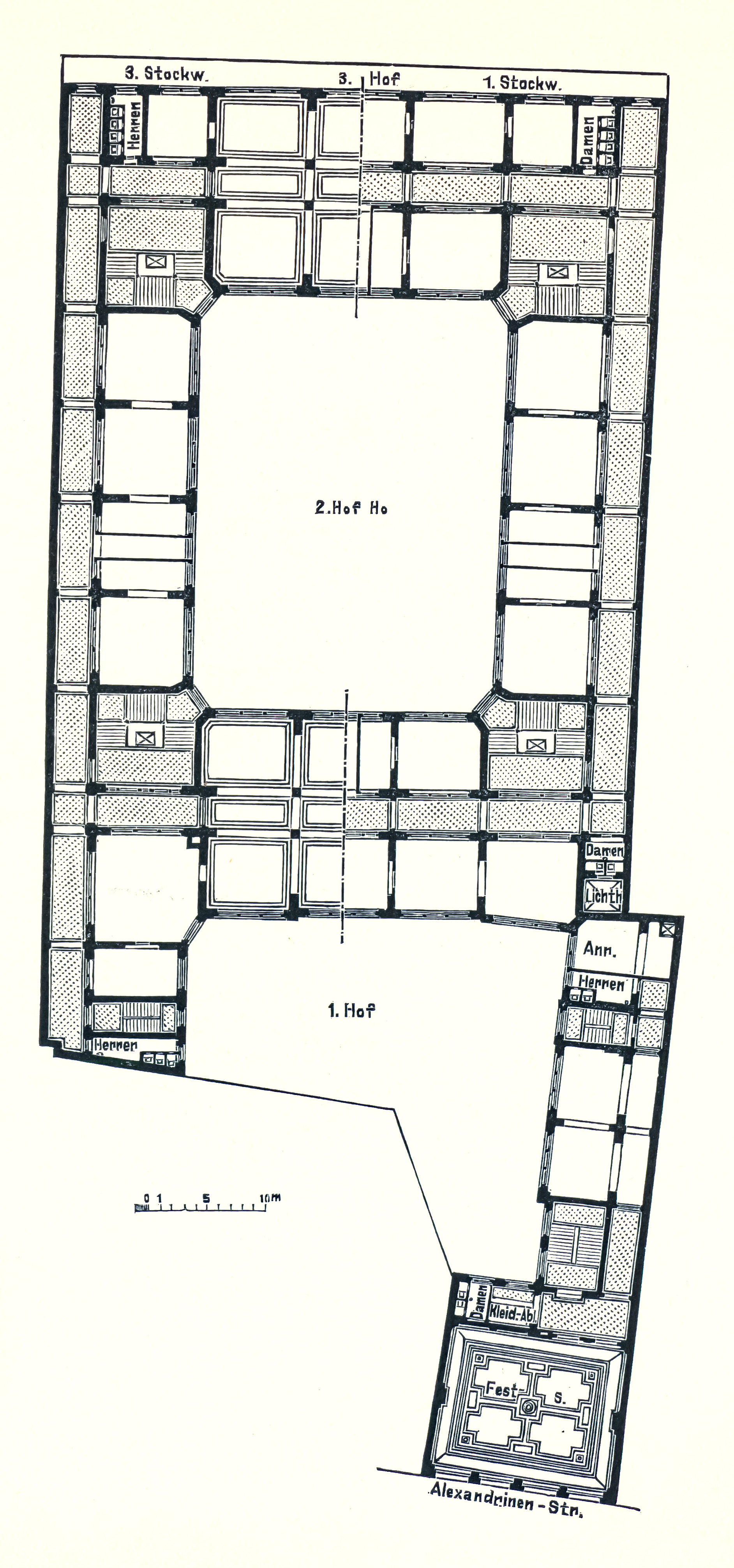
Messpalast Grundriss